# Máquina de Wimshurst

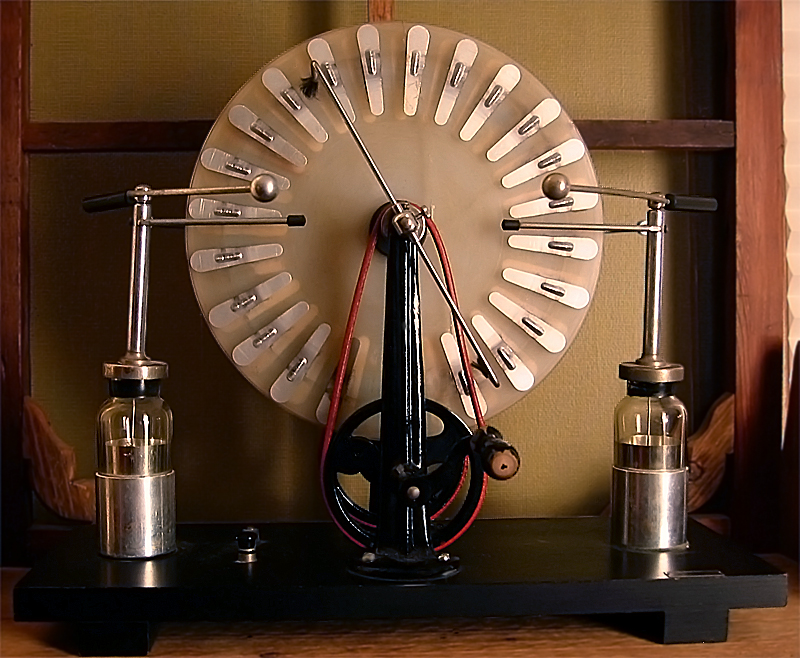
Máquina de Wimshurst.

La máquina de Wimshurst es un generador electrostático de alto voltaje desarrollado entre 1880 y 1883 por el inventor británico James Wimshurst (1832-1903). Tiene un aspecto característico con dos grandes discos a contrarrotación (giran en sentidos opuestos) montados en un plano vertical, dos barras cruzadas con cepillos metálicos, y dos esferas de metal separadas por una distancia donde saltan las chispas. 

## Descripción
Estas máquinas pertenecen a una clase de generadores que crean cargas eléctricas por inducción electrostática. En un principio las máquinas de esta categoría fueron desarrolladas por Wilhelm Holtz (1865 y 1867), August Toepler (1865), y J. Robert Voss (1880). Las máquinas  antiguas son menos eficientes y exhiben una tendencia imprevisible a cambiar de polaridad. La máquina de Wimshurst no tiene este defecto. 
En una máquina Wimshurst, los dos discos de aislamiento y sus sectores de metal giran en direcciones opuestas que pasan por las barras neutralizadoras cruzadas de metal y por sus pinceles. Un desequilibrio de cargas es inducido, amplificado y almacenado por dos pares de peines de metal con los puntos situados cerca de la superficie de cada disco. Estos colectores se montan sobre un soporte aislante y conectado a una salida terminal. La retroalimentación positiva, aumenta la acumulación de cargas en forma exponencial hasta que la tensión de ruptura dieléctrica del aire alcanza una chispa.
La máquina está lista para comenzar, lo que significa que la energía eléctrica externa no es necesaria para crear una carga inicial. Sin embargo, se requiere energía mecánica para tornar los discos en contra el campo eléctrico, y es esta energía que la máquina convierte en energía eléctrica. La salida de la máquina de Wimshurst es esencialmente una corriente constante ya que es proporcional al área cubierta por el metal y los sectores a la velocidad de rotación. El aislamiento y el tamaño de la máquina determina la salida de voltaje máxima que se puede alcanzar. La chispa de energía acumulada se puede aumentar mediante la adición de un par de frascos Leyden, un tipo de condensador adecuado para la alta tensión, con los frascos en el interior de las placas conectados en forma independiente a cada una de las terminales de salida y conectados con las placas exteriores entre sí. 
Una máquina Wimshurst puede producir rayos que son aproximadamente un tercio del diámetro del disco de longitud y varias decenas de microamperes.